# Dugesia gonocephala
Dugesia gonocephala är en plattmaskart som först beskrevs av Dugès 1830. Enligt Catalogue of Life ingår Dugesia gonocephala i släktet Dugesia och familjen Planariidae, men enligt Dyntaxa är tillhörigheten istället släktet Dugesia och familjen Dugesiidae. Det är osäkert om arten förekommer i Sverige. Inga underarter finns listade i Catalogue of Life.